# Alfred Zampa
Alfred „Al“ Zampa (* 12. März 1905 in Selby, Contra Costa County, Kalifornien; † 23. April 2000 in Tormey, Kalifornien) war ein amerikanischer Stahlbauarbeiter, der an verschiedenen Brücken der San Francisco Bay Area tätig war und der als Mitglied des sogenannten Half-Way-to-Hell-Clubs zählte. 2003 wurde die neu errichtete, dritte Carquinez-Brücke in der Bay Area ihm zu Ehren posthum Alfred Zampa Memorial Bridge (engl., dt. ‚Alfred-Zampa-Gedenk-Brücke‘) benannt.

## Leben
Alfred Zampa war der Sohn von italienischen Einwanderern in die USA, die aus Ortucchio in der Region Abruzzen in Italien stammten. Zampa wurde in der neuen Heimat Kalifornien geboren und wuchs dort als ältestes von fünf Kindern auf. Er begann seine Tätigkeit als Brückenbauarbeiter 1925 an der ersten Carquinez-Brücke, einer Auslegerbrücke, die im Verlauf der heutigen Interstate 80 die Carquinez-Straße – eine Meerenge im Norden von Kalifornien – überquerte. Es war die erste größere Brücke in der Bay Area. Nach deren Fertigstellung 1927 arbeitete Zampa quer durch die USA an verschiedensten Brücken unterschiedlicher Größe. In dieser Zeit heiratete er Angelina D’Amico, die ihn meist auf die Baustellencamps begleitete und mit der er über fünfzig Jahre bis zu ihrem Tod verheiratet war.
1934 kehrte er in die Bay Area zurück und arbeitete zunächst an der Bay Bridge, anschließend für Bethlehem Steel an der Golden Gate Bridge. 1936 rutschte Zampa auf einem feuchten Stahlträger aus und stürzte an einer Stelle von der noch im Bau befindlichen Golden Gate Bridge, an der das Sicherheitsnetz nur wenige Meter über den Uferfelsen hing und deshalb seinen 13-m-Sturz nur wenig bremsen konnte. Er überlebte den Sturz, erlitt jedoch schwere Verletzungen. Er gilt mit diesem Sturz als die erste Person, die von der Golden Gate Bridge fiel. Damit wurde er Mitglied des Half-Way-to-Hell-Clubs. Zampa erholte sich nur mühsam von seinen Verletzungen und konnte erst nach acht Jahren wieder in der Brückenmontage arbeiten. Nach Arbeiten an zahlreichen anderen wichtigen Brücken ging er 1970 in Rente.

## Ehrungen

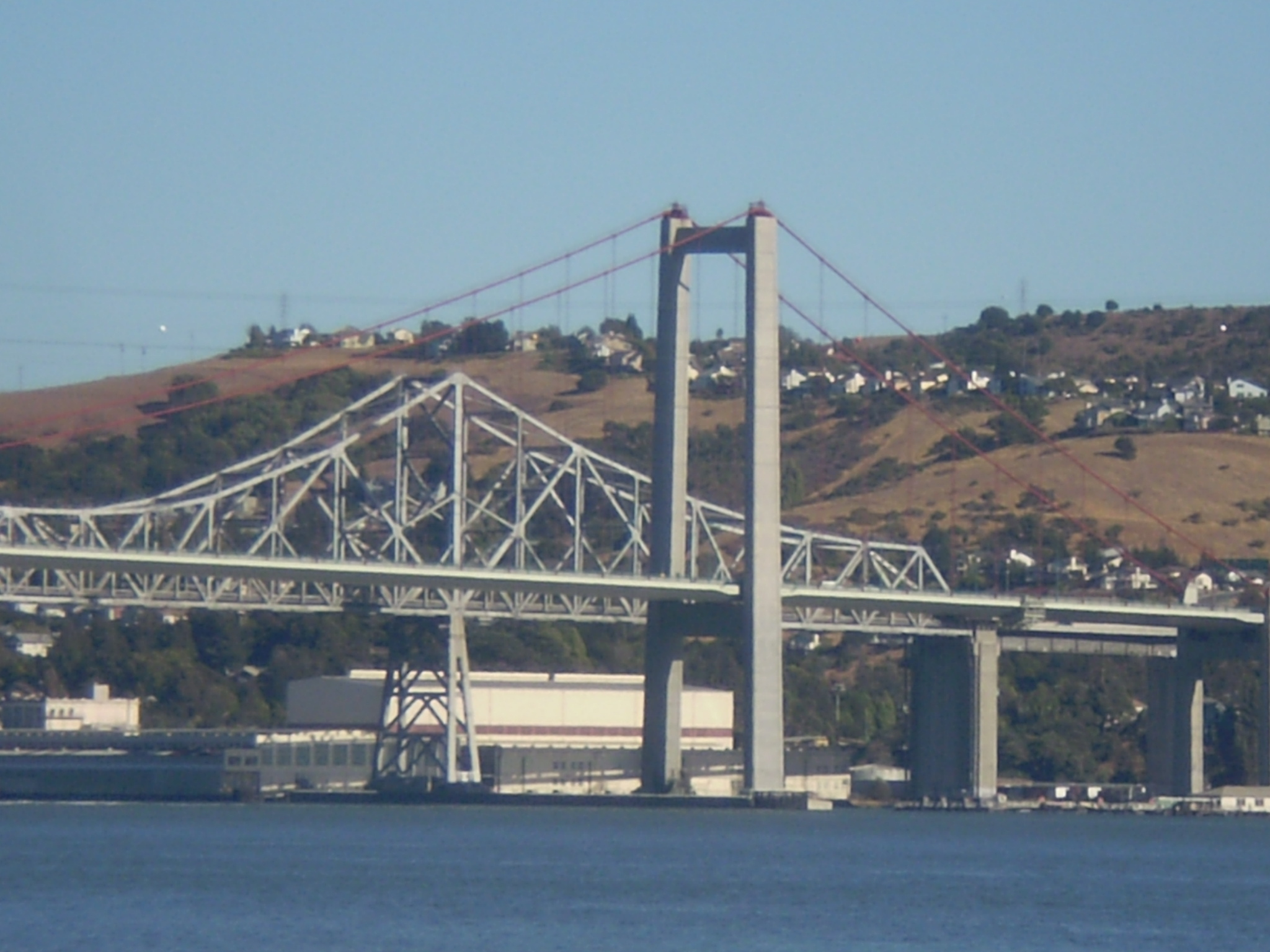
Die Carquinez-Brücke von Nordosten gesehen, im Vordergrund die neue Hängebrücke von 2003 (Alfred Zampa Memorial Bridge), im Hintergrund die alte Auslegerbrücke aus dem Jahr 1958

Alfred Zampa wurde 1987 zum 50. Jubiläum der Bay Bridge und der Golden Gate Bridge von den Medien gefeiert und in The Ace gewürdigt, einem Theaterstück von Isabelle Maynard über ihn und die Golden Gate Bridge.
Anfang 2000 war Zampa der gefeierte Ehrengast beim Ersten Spatenstich für die dritte Carquinez-Brücke, einer Hängebrücke über die Carquinez-Meerenge, die flussabwärts neben der zweiten Carquinez-Brücke von 1958 errichtet wurde. Sie ersetzte die Originalbrücke aus dem Jahr 1927, bei deren Errichtung Zampa einst mitgearbeitet hatte. Die Fertigstellung der neuen Brücke erlebte er nicht mehr, er verstarb im April 2000 im Alter von 95 Jahren. Die dritte Carquinez-Brücke wurde im November 2003 eröffnet und erhielt zu Ehren von Alfred Zampa posthum die offizielle Bezeichnung Alfred Zampa Memorial Bridge. Gouverneur Gray Davis nannte Zampa bei der Eröffnungsfeier „einen working-class hero“ (engl., dt. ‚einen Helden der Arbeiterklasse‘), der beim Bau nahezu aller Brücken in der Bay Area mitgearbeitet habe.
Verschiedene Gedenkmünzen erinnern an Alfred Zampa und an die Eröffnung der Brücke. Die Alfred Zampa Memorial Bridge ist die einzige Brücke in den USA. die nach einem Blue Collar Worker (dt. ‚gewerblicher Arbeiter‘), einem Construction Worker (dt. ‚Bau- bzw. hier Brückenbauarbeiter‘) und Iron Man (dt. ‚Stahlbauarbeiter‘), benannt wurde.
In Ortucchio in Italien, dem Herkunftsort seiner Eltern, wurde er posthum Namensgeber für einen Platz in der Ortsmitte, die  Piazza Alfred Zampa.

## Medien
- Beitrag über Alfred Zampa in der Folge Nr. 204 des Sendeformats Community – L’altra Italia bei Radiotelevisione Italiana (Rai.tv) vom 7. November 2014 (italienisch; Rai-Archiversion mit Video Stream, 55:54 min, circa Minute „08:00–16:00“: Gespräch der Moderatorin Benedetta Rinaldi mit dem Journalisten Luciano Ghelfi von TG2 über dessen Recherchen und Berichte zu Alfred Zampa und die Alfred Zampa Memorial Bridge).